# 元興寺
元興寺為一座位于奈良市的寺院，是南都七大寺之一。

## 历史
由蘇我馬子建立。前身是法興寺。早期曾是三論宗的寺院，在奈良時代與近鄰的東大寺、興福寺并列為當地的大型寺院。中世以后逐漸衰退。現在共有兩處遺址：分別位于奈良市中院町（真言律宗）和奈良市芝新屋町（華嚴宗）所在。作為古奈良的歷史遺跡的一部分而列入世界遺產名單中。

## 關連項目
- 古奈良的歷史遺跡
- 奈良町
- 元興寺 (妖怪)
- 飛鳥寺

## 外部連結
- （日語） 元興寺文化財研究所